# Oreste Baldini
Oreste Baldini, född 8 juli 1962 i Milano, är en italiensk röstskådespelare och skådespelare.
Han är mest känd för rollen som unge Vito Andolini (Vito Corleone) i filmen Gudfadern II. Oreste Baldinis far var en detektiv från Rom.